# Антун Каніжлич
Антун Каніжлич (хорв. Antun Kanižlić; * 20 листопада 1699, Пожега — † 24 серпня 1777, Пожега) — хорватський поет і церковний діяч.

## Біографічні дані
Антун Каніжлич народився в Пожезі, де й закінчив початкову школу. Далі вчився в Загребській єзуїтській гімназії й 1714 року вступив до ордену єзуїтів. Перебравшись до Леобена, він з 1716 по 1717 рік вивчав гуманітарні науки в тамтешній гімназії. Вступив до Грацького університету, де у 1718—1721 студіював філософію а в 1725—1726 — теологію. У 1726—1729 навчався у Трнавському університеті, де 1728 року був висвячений на священника. У 1717—1718 і 1724—1725 роках викладав у Вараждинській гімназії, а у 1721–24 роках — у Загребській. Антун Каніжлич був проповідником і катехитом в єзуїтських колегіях та місіях у Печі (1730—1731, 1745—1747), Загребі (1731—1733, 1739—1740), Пожезі (1733—1737, 1743—1745, 1747—1748), Осієку (1737—1739), Петроварадині (1740—1741) і Вараждині (1748—1752), часто як praefectus scholarum. 1752 року він повернувся до Пожеги й до кінця життя очолював єпископську консисторію. Каніжич помер 24 серпня 1777 року. Згідно із заповітом, похований у пожезькій церкві святого Лаврентія.

## Твори
- Obilato duhovno mliko. To jeʃt: Nauk kerstianski illiricskoj, illiti slovinskoj dicsici darovan od nyih excellencie, prisvitloga, i priposctovanoga gospodina gospodina Francescka Thauszy, po Boxjoj, i Apoʃctolske stolice milloʃti biskupa zagrebacskoga. Pritiskano u Zagrebu po Antunu Reineru Hervatskoga Kralyestva pritiskaru, 1754.
- Bogolyubstvo na poʃctenye svetoga Francescka Saverie, Druxbe Isusove. Pritiskano u Trnavi, 1759.
- Utocsiscte Blaxenoj Divici Marii ugodno, i prietno a nami velle koriʃtno, i potribito. Na posctenye Gospe Almascke, Majke od Utocsiscta nazvane. U Mnecih, pritiskano od Antona Bassanesa, 1759.
- Mala i svakomu potribna bogoslovica. To jest Nauk kerstjanski u tri skule razdilyen, s obicsajnima molitvami, i pismami, za dicu, koja igyu u skulu od nauka kerstjanskoga. Pritiskana u Ternavi (1760, 1762²), 1764³, 17664, 17735.
- Primoguchi i sardce nadvladajuchi uzroci. Pritiskano u Zagrebu, od Cajetana Franc. Härl, 1760, Požega 1864 (prerađeno izd. Važni uzroci s kojih Gospodina Isukrsta Spasitelja našega nada sve ljubiti moramo i njeka spasonosna sredstva kojimi se ova ljubav probuditi može).
- Bogolyubnost molitvena, na poctenye Prisvete Troice jedinoga Boga, Blaxene Divice Marie, i svetih, s-razlicsitimih naucih, i iʃtomacsenyem svetih obicsajah cerkvenih. Sloxena, i prikazana svetomu Alosii Druxbe Isusove ispovidniku. Pritiskana u Ternavi, 1766, Budim 1794, Utištaonica Antuna Luigia Battare, Zadar 1806, Budim 1813, Zagreb 1893 (Pobožnost molitvena na slavu Presvetoj Trojici jedinomu Bogu i na čast Blaženoj Djevici Mariji i svetima, prema budimskom izd. priredio F. Iveković).
- Kamen pravi smutnye velike illiti Pocsetak, i uzrok istiniti rastavlyenya Cerkve istocsne od Zapadne. U Osiku kod Ivana Martina Divalta, 1780.
- Sveta Roxalia panormitanska divica nakichena, i izpivana po Antunu Kanislichu Poxexaninu. U Becsu, pritiskana s’ od Ghelena slovih, 1780 (pretisak Vinkovci 1990), Požega 1863, Vinkovci 1994, 1996; Klasici hrvatske književnosti, 1 (CD). Zagreb 1999.
- Kratka promišljanja. Molitve o. Antuna Kanižlića Druž. Isus. s’ apoštolstvom molitve za katolička poslanstva po Slovincih na jugu. U: B. Baudrand, Razmišljaj ovo dobro. Rim 18654.
- Pjesme Antuna Kanižlića, Antuna Ivanošića i Matije Petra Katančića. Stari pisci hrvatski, 26. Zagreb 1940, 1–144.
- Izabrana djela. Vinkovci 2000

## Ушанування
- Іменем Антуна Каніжлича названо вулиці в Осієку, Славонському Броді та Пожезі.
- Іменем Антуна Каніжлича названо середню школу в Пожезі.
- 1999 року в Хорватії випущено поштову марку номіналом п'ять кун на честь 300-річчя від дня народження Антуна Каніжлича.